# Schusterknapp
Der Schusterknapp ist ein 608,1 m hoher Berg (bzw. Ausläufer des Habbergs) im Rothaargebirge, Hochsauerlandkreis. Er liegt im Höhenzug zwischen den Flüssen Hoppecke und Gierskoppbach und somit auf der Rhein-Weser-Wasserscheide. Der Berg liegt im Stadtgebiet von Brilon. Die Gemeindegrenze zu Olsberg verläuft auf seiner Westflanke.